# 嵊泗县
嵊泗县是浙江省舟山市下辖的县，管轄嵊泗列岛，在中國長江口東南對開。兩大島泗礁山島（縣治）和嵊山島相隔34公里，在現代才被視為一體，1934年3月崇明縣在「嵊泗」（兩大島各取一字）置第五區，是官方文獻裡稱為「嵊泗」的最早記錄。清初開始屬江蘇崇明縣，1953年起改屬浙江舟山。曾短暫屬中華民國海軍直轄，又曾短暫屬上海市。全縣數百個島裡，行政建制鎮盡在兩大島和大洋山島，常住人岛15个。陆域86平方千米，是舟山群岛最北的組成部份。
國共內戰期間嵊泗的戰略地位極高，1948年10月-1949年10月由中華民國海軍直轄，由海軍上校刘振铠任嵊泗設治局局長。1949年5月民國江蘇省政府由省長丁治磐帶領流亡至嵊泗列岛。1949年10月首置嵊泗县，海軍刘振铠任首任縣長。1950年嵊泗县被解放軍攻尅。
1949年1月27日导致932人死亡的太平輪撞船沉沒在嵊泗列島內白節山島東南海域發生，當時嵊泗由中華民國海軍直轄。

## 行政沿革
嵊泗之“嵊”和“泗”，取自嵊山、泗礁两岛。1932年，《新崇报》刊登《开发泗礁、嵊山之商榷》一文中最先使用“嵊泗”地名。今嵊泗一带，唐宋时称翁山县、昌国县之蓬莱乡北界村。清初属宁波府定海县。康熙二十九年（1690年）開始，大部分地域属江苏省苏州府太仓州的崇明县。

中華民國時期，嵊泗縣屬江蘇省管轄

1934年11月，崇明县在嵊泗群岛设第五区。1936年，改为江苏省直属区。1937年8月13日淞沪会战前夕嵊泗被大日本帝國海军舟山基地司令部占领，之后成为汪精衛政權浙江省定海县第十区，直至抗日戰爭結束。民國36年（1947年）8月19日，改直屬區為嵊泗设治局。民國37年（1948年）10月，改由海軍管轄。1949年5月江苏省政府主席丁治磐等官员流亡嵊泗，驻枸杞岛。1949年9月3日，置嵊泗縣。而此前数月，解放军已攻占江苏省（離島除外）。
1950年7月7日中国人民解放军第三十三军第九十八师从上海渡海解放嵊泗，7月10日嵊泗全境解放。7月成立苏南军区嵊泗列岛军事管制委员会，9月改名为嵊泗特区军事管制委员会。1951年3月撤销嵊泗特区，建立嵊泗县建置，属松江专区。在朝鲜战争酣战、蒋介石反攻大陆背景下，1951年1月24日毛泽东批示：以第二十二军军部率主力两个师及一个警备师控制舟山群岛，负责确保定海、岱山……同意成立军政委员会，统一党政军的领导。1952年6月第二十二军发布接替巨山、嵊泗列岛防务的命令。10月27日毛泽东签署了关于永久性设防的决定。为此主持军委日常工作的彭德怀于1953年1月27日至2月17日在中国人民解放军工程兵司令员陈士榘、海军副司令员罗舜初、上海警备区司令员郭化若和华东军区副参谋长周骏鸣的陪同下视察东南沿海边防地形和部署防敌在沿海登陆，认为舟山群岛的定海县归浙江省宁波专区所属，而嵊泗列岛的嵊泗县则归江苏省松江专区管辖。守备舟山、嵊泗的陆海军也分属不同单位领导，没有统一的司令部。舟山、嵊泗如此分割的党政军体制，很不适应舟山群岛、嵊泗列岛的重要地理位置，不利于平时经济国防建设，更不利于战时作战防守。为此，彭德怀向中央建议，以浙江省的定海县和江苏省的嵊泗县，新建浙江省舟山专区，相应地建立舟山地委、专署，归属浙江省委和舟山军政委员会双重领导。舟山群岛警卫司令部改为舟嵊要塞区警备司令部，统一舟山陆海军作战防守指挥。舟山党政军领导组成舟山军政委员会，平时统一筹划领导舟山重大经济国防建设，战时统一指挥作战防守。1953年2月27日浙江省委电报华东局告江苏省委，决定组建舟山地委，“请江苏省委通知嵊泗县委派人到廿二军党委与地委接上联系，并建议江苏省委选一地委级干部参加地委委员任副书记或副专员。”3月华东军区决定将舟山警卫区司令部改为舟嵊警备司令部，统一陆海军作战指挥。6月26日江苏省人民政府报华东行政委员会备案，嵊泗县划归浙江省舟山专区。
1959年6月18～23日，在上海市召开了全国大中城市副食品和手工业品生产会议，上海市提出“有必要建立一个海洋渔业捕捞生产的基地”，以确保本市水产品供应基本自给。为此，上海市提出“嵊泗列岛与本市临近，该岛居民所需工业品和日用品绝大部分历来由本市供应，他们生产的鱼货主要也供销本市”，因此“拟将嵊泗列岛划归本市领导”。国务院批示后，1960年12月26日上海市委发布沪委[1960]第248号通知：自1961年1月1日起，嵊泗人民公社从浙江省划归上海市领导，该地区的全面工作由市农委代管，渔业生产工作由市水产局管理指导。为平稳度过困难时期，上海市人民委员会临时实行“以鱼代肉”的办法，一张肉票可买两公斤鱼。1962年3月，上海市第一书记柯庆施在一次大会报告时评价：“嵊泗划过来时间不长，对副食品的供应贡献不少，上海人民吃到了新鲜的海水鱼，增加了营养，更重要的是密切了党和群众的关系。”1961年12月26日改建为嵊泗列岛人民委员会，划为嵊山、泗礁、花鸟、构杞、黄龙、洋山等6个人民公社。
1962年中央认为蒋介石要趁三年困难反攻大陆。1962年1月29日，邓小平主持召开会议专题研究加强舟嵊地区党政军统一领导问题，会议认为：舟山群岛地处国防前线，对保卫上海、杭州湾和长江口有着重要的战略意义。为此，必须解决舟嵊地区军队领导体制和地方行政管理体制不统一的问题。在党的一元化领导下，平时统一经济建设，战时统一指挥。在谈到地方行政管理体制问题时，邓小平指示：“把地方工作统一起来归浙江省，该地区的地方行政体制可组织一个地委，下属五个县委，县的领导机构要小，精干一些，地委主要负责干部配备要强。总之，舟嵊地区要实行军事、政治、经济三统一。”根据这次会议精神，中共浙江省委研究于1962年4月报中央批准，恢复舟山专区及定海、普陀、岱山三个县的建制，并设立大衢县。地、县委主要负责人由驻军领导兼任。1962年4月23日，中共上海市委发文“上海市所属嵊泗公社划归浙江省，即日起开始交接，4月底前交接完毕。1962年5月1日起由浙江省领导。”1962年5月28日经国务院批准，嵊泗列岛重新划归浙江省。1964年6月15日，大衢县撤销，其管辖的行政区域仍按建县前的归属分别划归岱山、嵊泗两县。衢山重新变成了一个区，隶属于岱山县。
嵊泗列岛是列島風景名勝區，亦是浙江省最東部、舟山群島最北部的一個海島縣。今域内各岛历史上由浙江省、江苏省分辖，以马迹山为界。

## 歷史

### 1934年有建制之前
同治九年（1870），英国人在花鸟岛上建造灯塔，因岛上两峰对峙形似马鞍，故称崇明县外海诸岛为马鞍列岛。
1932年6月11日《新崇报》有简讯一則：“泗礁、花鸟等处山民与温、台人互争渔业，发生械斗，至死伤四五十人。县府根据山民来县起诉，派出以尤承审为首的检验吏、武装警士等三十人，乘坐平洋舰前往处理相关事务。”1934年3月，崇明县政府颁发了有关在嵊泗设治的官方文书，筹备设置嵊泗区作为崇明的第五区，这是“嵊泗”这一地名在官方文书中的最早记载。

### 1934-1950：建設與戰爭
1934年11月，崇明县第五区在嵊泗列岛正式成立。首任区长为凌鹏程，凌鹏程在次年的徐斗南部下的哗变中被枪杀。1936年，程梯云接任第五区区长，教民绿化荒山，栽植黑松，此后黑松成为嵊泗的主要树种，占山林分积90%以上。1937年8月13日淞沪会战前夕嵊泗被大日本帝國海军舟山基地司令部占领，之后成为汪精衛政權浙江省定海县第十区，直至日本投降。

## 行政区划
嵊泗县下辖3个镇、4个乡：
菜园镇、嵊山镇、洋山镇、五龙乡、黄龙乡、枸杞乡和花鸟乡。
菜园镇的城市社区
东海社区、沙河社区、海滨社区、菜圃社区
大洋山岛上的城市社区
滨海社区、圣港社区、雄洋社区、城东社区
嵊泗县属渔农村新型社区
| 乡镇   | 渔农村新型社区 | 村                                     | 岛屿               |
| ------ | -------------- | -------------------------------------- | ------------------ |
| 菜园镇 | 金沙社区       | 高场湾村、基湖村、石柱村               | 泗礁山             |
| 菜园镇 | 青沙社区       | 青沙村                                 | 泗礁山             |
| 菜园镇 | 马关社区       | 小关岙村、关岙村、马迹村               | 泗礁山、马迹山     |
| 菜园镇 | 金平社区       | 小平头村、黄泥坎村、大鱼岙村、金鸡岙村 | 金鸡山             |
| 菜园镇 | 绿华社区       | 绿华村                                 | 西绿华山、东绿华山 |
| 五龙乡 | 朝阳社区       | 边礁岙村、会城岙村                     | 泗礁山             |
| 五龙乡 | 东山社区       | 黄沙岙村、田岙村                       | 泗礁山             |
| 黄龙乡 | 南港社区       | 南港村、东嘴头村                       | 大黄龙岛           |
| 黄龙乡 | 北港社区       | 峙岙村、北岙村、大岙村                 | 大黄龙岛           |
| 花鸟乡 | 花鸟社区       | 花鸟村、灯塔村                         | 花鸟山             |
| 嵊山镇 | 箱子岙社区     | 光明村、解放村                         | 嵊山               |
| 嵊山镇 | 陈钱山社区     | 团结村、民主村                         | 嵊山               |
| 嵊山镇 | 泗洲塘社区     | 民富村、前卫村                         | 嵊山               |
| 嵊山镇 | 壁下社区       | 壁下村                                 | 壁下山             |
| 枸杞乡 | 大王社区       | 大王村、石浦村                         | 枸杞岛             |
| 枸杞乡 | 龙泉社区       | 龙泉村、干斜村、里西村                 | 枸杞岛             |
| 枸杞乡 | 庙干社区       | 乌沙村、庙干村                         | 枸杞岛             |
| 洋山镇 | 滩浒社区       | 滩浒村                                 | 滩浒山             |

## 人口
2020初全县户籍总人口74389人，家庭总户数30070户。按性别分，男性36205人，占总人口的48.7%；女性38184人，占总人口的51.3%，男女性别比为100:105。全年出生人数302人，出生率4.01‰；死亡人口657人，死亡率8.73‰。

## 地理
| 嵊泗(1981−2010)      | 嵊泗(1981−2010) | 嵊泗(1981−2010) | 嵊泗(1981−2010) | 嵊泗(1981−2010) | 嵊泗(1981−2010) | 嵊泗(1981−2010) | 嵊泗(1981−2010) | 嵊泗(1981−2010) | 嵊泗(1981−2010) | 嵊泗(1981−2010) | 嵊泗(1981−2010) | 嵊泗(1981−2010) | 嵊泗(1981−2010) |
| 月份                 | 1月             | 2月             | 3月             | 4月             | 5月             | 6月             | 7月             | 8月             | 9月             | 10月            | 11月            | 12月            | 全年            |
| -------------------- | --------------- | --------------- | --------------- | --------------- | --------------- | --------------- | --------------- | --------------- | --------------- | --------------- | --------------- | --------------- | --------------- |
| 平均高温 °C（°F）    | 8.5 (47.3)      | 9.3 (48.7)      | 12.2 (54.0)     | 16.9 (62.4)     | 21.7 (71.1)     | 25.2 (77.4)     | 29.6 (85.3)     | 29.9 (85.8)     | 26.7 (80.1)     | 22.3 (72.1)     | 17.3 (63.1)     | 11.5 (52.7)     | 19.3 (66.7)     |
| 日均气温 °C（°F）    | 5.8 (42.4)      | 6.5 (43.7)      | 9.2 (48.6)      | 13.6 (56.5)     | 18.5 (65.3)     | 22.4 (72.3)     | 26.5 (79.7)     | 26.9 (80.4)     | 24.1 (75.4)     | 19.8 (67.6)     | 14.8 (58.6)     | 8.8 (47.8)      | 16.4 (61.5)     |
| 平均低温 °C（°F）    | 3.7 (38.7)      | 4.4 (39.9)      | 6.9 (44.4)      | 11.2 (52.2)     | 16.1 (61.0)     | 20.4 (68.7)     | 24.3 (75.7)     | 24.8 (76.6)     | 22.3 (72.1)     | 17.9 (64.2)     | 12.7 (54.9)     | 6.7 (44.1)      | 14.3 (57.7)     |
| 平均降水量 mm（）    | 57.0 (2.24)     | 67.2 (2.65)     | 110.6 (4.35)    | 101.1 (3.98)    | 101.8 (4.01)    | 160.7 (6.33)    | 107.9 (4.25)    | 120.1 (4.73)    | 92.9 (3.66)     | 76.6 (3.02)     | 59.1 (2.33)     | 50.9 (2.00)     | 1,105.9 (43.55) |
| 平均相對濕度（％）   | 74              | 75              | 79              | 80              | 82              | 88              | 86              | 85              | 80              | 73              | 71              | 71              | 79              |
| 来源：中国气象数据网 |                 |                 |                 |                 |                 |                 |                 |                 |                 |                 |                 |                 |                 |

## 交通

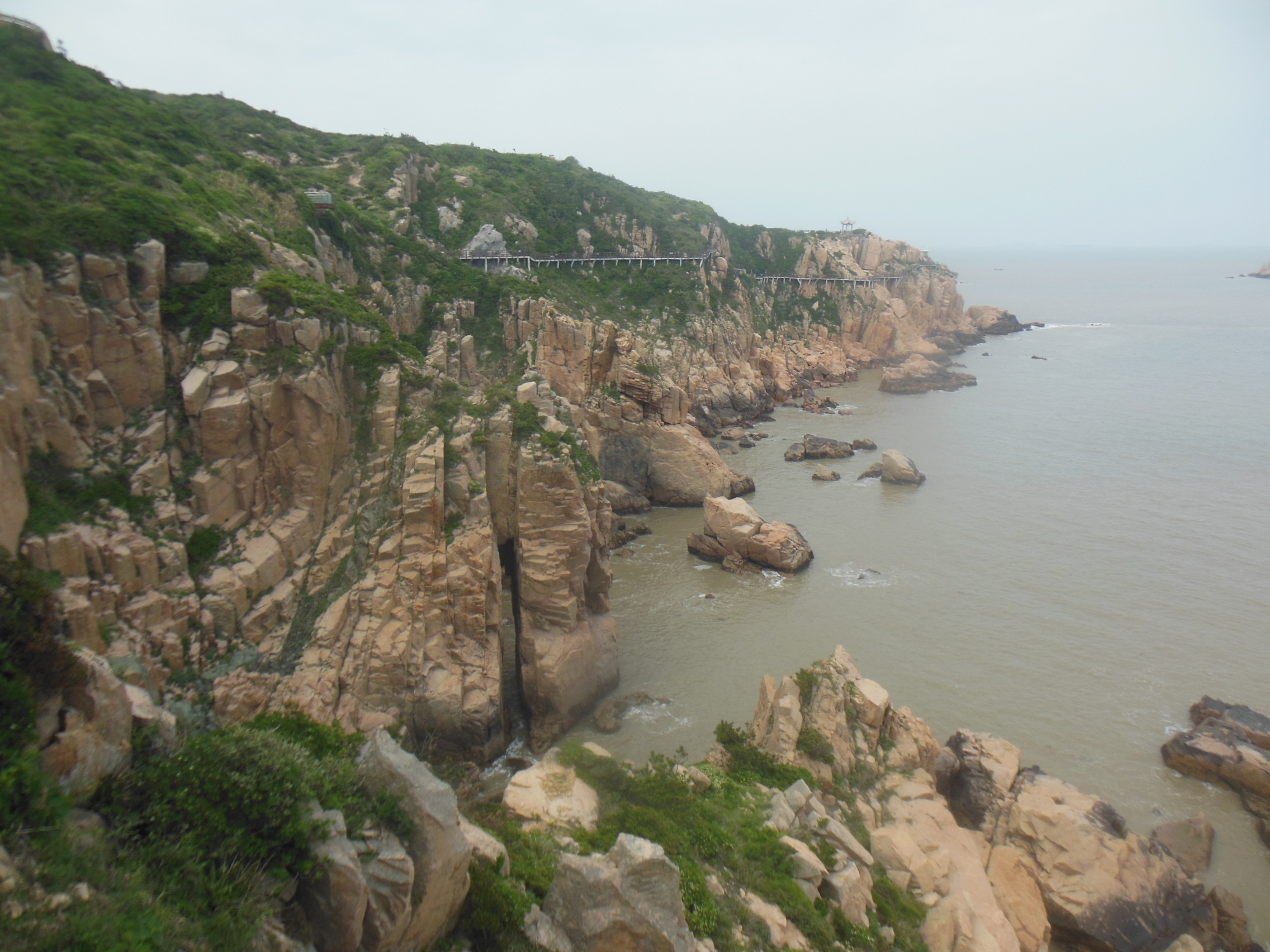
嵊泗的悬崖

- 526国道